# Campanula bornmuelleri
Campanula bornmuelleri là loài thực vật có hoa trong họ Hoa chuông. Loài này được Nábelek mô tả khoa học đầu tiên năm 1926.